# Gertrudis Romaguera i Valls
Gertrudis Romaguera Valls (Sant Feliu de Guíxols, 15 de maig de 1879 - 16 de desembre de 1965), també coneguda com donya Tula, va ser pintora i professora a l'Escola d'Arts i Oficis de Sant Feliu de Guíxols.

## Biografia
Filla d'un banquer de Sant Feliu de Guíxols, Antonio Romaguera, i d'Agustina Valls, posseïa una bona formació i conreà la literatura. En aquest sentit, consta com a col·laboradora de la coneguda revista Feminal a principis de segle xx, i figura inclosa en l'antologia poètica col·lectiva Les cinc branques: poesia femenina catalana.

## Activitat com a professora
Es va formar a l'Escola d'Arts i Oficis de Sant Feliu de Guíxols, on va tenir com a professor el pintor Josep Berga i Boada, que promogué i afavorí especialment la formació de les seves alumnes.
El 1924 va obtenir el títol de professora de dibuix per a noies. I el curs següent ja exercia com a professora a l'Escola d'Arts i Oficis de Sant Feliu, on impartiria classes tota la vida. Al 1927 obtingué oficialment la plaça com a professora auxiliar d'aquesta Escola, que es feu definitiva al 1939.
Entre els seus alumnes de l'Escola d'Arts i Oficis de Sant Feliu de Guíxols destaquen els pintors Victòria Batet i Arxer, Antoni Canadell i Josep Albertí Corominas.

## Exposicions
Del 5 al 18 d'abril de 1924 va exposar olis i pastels a la sala La Pinacoteca de Barcelona. Va participar en les edicions de 1932, 1933 i 1934 de l'Exposició de Primavera que organitzava la Junta Municipal d'Exposicions d'Art de Barcelona. En la primera d'elles va presentar dos olis, Dia gris (L'Admetlla) i Voltants de Sant Feliu. L'any següent hi aportava l'obra Voltants de la Garriga i el 1934 de nou dues obres: En ple juny i Masia. La Garriga. Segons els catàlegs d'aquestes exposicions, en aquell moment vivia a la Rambla Vidal, 54, de Sant Feliu de Guíxols.
Posteriorment, es documenta la seva activitat artística en l'exposició Costa Brava, organitzada per l'Associació Palafrugellenca a Sant Feliu el 1936. I a Girona l'any 1943, quan va fer una exposició a la Biblioteca de la ciutat, on exposà paisatges i marines de les terres gironines i una sèrie dedicada a les flors. L'agost de 1957 participà en l'exposició La Costa Brava y sus pintores, organitzada per la Diputació Provincial i al febrer de 1960, en l'exposició Artistas gerundenses. També va prendre part en la V Exposición de Artistas Locales que es va fer a Sant Feliu de Guíxols al 1959.
La seva obra es va incloure en el llibre Atles paisatgístic de les terres de Girona, editat per la Diputació de Girona l'any 2010.
El Museu d'Història de Sant Feliu de Guíxols conserva obra d'aquesta artista.